# Dolní Ředice
Dolní Ředice é uma comuna checa localizada na região de Pardubice, distrito de Pardubice.